# چرخندزایی حاره‌ای

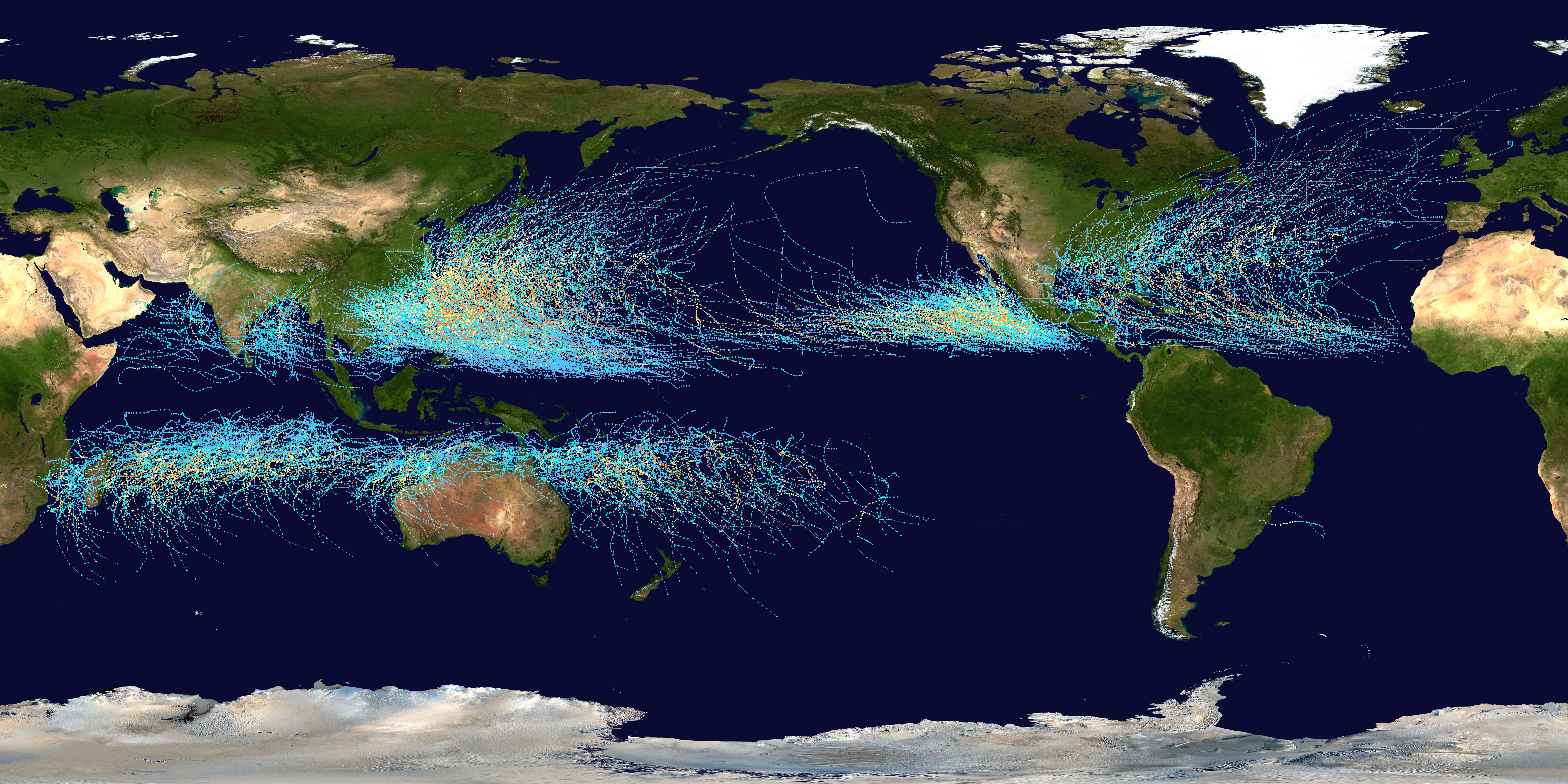
مسیر توفندهای گرمسیری در جهان بین ۱۹۸۵ تا ۲۰۰۵ میلادی، مناطقی که این توفندها معمولاً در آن شکل می‌گیرند در تصویر پیداست.

چرخندزایی حاره‌ای (انگلیسی: Tropical cyclogenesis) ، به پدیدآمدن و قدرت‌گرفتن چرخندهای حاره‌ای در جو زمین گفته می‌شود. سازوکار پدیده چرخندزایی در مناطق حاره‌ای کاملاً با توفندزایی در مناطق معتدل متفاوت است.
برای پدیدار شدن توفند در مناطق گرمسیری باید یک هسته گرم شکل بگیرد و با همرَفتی قابل توجه و یک محیط مناسب جوی همراه شود.
برای توفندزایی گرمسیری به ۶ عامل اصلی نیاز است: گرمای کافی بر روی سطح دریا (دست‌کم ۲۶ و نیم درجه سانتی‌گراد)، ناپایداری جوی، رطوبت بالا در سطوح پایینی و میانی تروپوسفر، نیروی کوریولیس کافی برای ایجاد یک مرکز کم‌فشار، یک کانون یا اختلال کم‌سطح و چینش باد عمودی کم‌ارتفاع.
توفندهای گرمسیری معمولاً در تابستان شکل می‌گیرند. شدت توفندهای گرمسیری حد و مرزی دارد که کاملاً مرتبط است با دمای آب در مسیر آن‌ها.
هر ساله در جهان به‌طور میانگین ۸۶ چرخند حاره‌ای (توفند) با شدتی معادل با توفان‌های حاره‌ای رخ می‌دهد. از میان آن‌ها، ۴۷ مورد قدرتی بالاتر از ۷۴ mph (۱۱۹ کیلومتر بر ساعت) دارند و ۲۰ مورد تبدیل به توفندهای شدید می‌شوند.